# Johowia parvicornis
Johowia parvicornis är en tvåvingeart som beskrevs av Borgmeier 1969. Johowia parvicornis ingår i släktet Johowia och familjen puckelflugor. Inga underarter finns listade i Catalogue of Life.